# 伊苏 失落的伊苏古国 序章
《伊苏 失落的伊苏古国 序章》（通称“伊苏I”）是日本Falcom动作角色扮演游戏系列伊苏的第一作，于1987年推出。游戏最早在PC-8801个人电脑推出，由橋本昌哉和宫崎友好制作。作品后来以不同名称移植到大量平台，并常和1988年后传《伊苏II》通过合集发行。

## 玩法

图为游戏的主界面，玩家角色通过冲撞攻击敌人，下方显示了玩家和敌人的生命槽

《伊苏》是一款动作角色扮演游戏，玩家完全使用键盘操作游戏。玩家控制主人公亚特鲁在俯视场景中移动，地图下方会显示亚特魯的生命值、经验值、金钱，以及自己与敌人的生命槽。地图划分为多个区域，区域间由固定的出口链接。城镇中不会出现怪物，玩家可以在此与村民对话收集信息、用金钱购买提升能力的装备，或是休息恢复生命值等。原野与迷宫地图上分布着怪物，玩家可以与其交战，或者绕过躲开；迷宫中还有需要玩家解开的机关。
《伊苏》创立了系列标志的“冲撞攻击”系统。和当时回合制或手动挥剑的战斗系统不同，亚特鲁和敌人碰撞时，双方会自动攻击并弹开一小段距离。双方面对面冲撞时均会损失生命值；但亚特魯若从侧面、背面、错开半身与喽啰接触，则他不会损失生命值。击败敌人后亚特魯会获得经验值和金钱。除特定场合外，亚特魯不移动时会逐渐回复生命值；生命值耗为0时游戏即为结束，需要重新开始。玩家除头目战外，可随时通过功能键存取游戏进度。

## 情节
《伊苏》最早强调情节的角色扮演游戏之一。游戏主人公为热爱冒险的少年剑士亚特鲁·克里斯汀。后来重制版在游戏开始新增了一些情节：亚特鲁驾船突破岚之结界，来到岛国艾斯塔里亚的港镇巴尔巴多港。他在这里得知，小岛几十年前因发现银矿而繁华，但半年前岛上出现魔物。与此同时，岛外围出现封锁船只的岚之结界，他是半年来唯一进入岛的人。在村民的指引下，他前往城壁保护的米内亚镇。
原版游戏直接从亚特魯来到米内亚镇开始。镇中的女占卜师莎拉对亚特鲁表示，他是自己正在寻找的剑士，并拜托他寻找记录古国伊苏历史的六本伊苏之书。她请亚特鲁到塞皮克村，找叔母洁瓦寻求帮助。在洁瓦的指引下，亚特鲁进入地下神殿找到了一本伊苏之书，并救出了关在地牢中的失忆女子菲娜。亚特鲁再次拜访莎拉，却得知她被人杀害；莎拉托人留给他一本伊苏之书，以及前往废矿的指引。亚特鲁在这里找到第三本伊苏之书，以及女诗人蕾雅的银之口琴。洁瓦解读了三本古书，书中记载古老的伊苏由两名女神统治，而银金属的使用让岛上出现恶魔，最终神将金属封印在地下。
洁瓦猜想另三本古书可能在高耸的达姆之塔上，于是亚特鲁进入了塔中。亚特鲁在塔中获得第四和第五本伊苏之书，并遇到被抓到塔中的蕾雅。蕾雅告诉亚特鲁，是穿黑斗篷的达尔克·法克特控制了魔物，企图统治艾斯塔利亚，并交给亚特鲁可以解读古文字的眼镜。亚特鲁在塔顶击败了达尔克·法克特，他黑色的斗篷中藏有最后一本伊苏之书。书中写道，集齐六本伊苏之书的人会获得神封入其中魔力。游戏以亚特鲁在伊苏之书光芒的围绕下走出塔外结束。

## 登場人物
- 亞特鲁·克里斯汀（Adol Christin）

紅髮少年，伊蘇本篇系列的主角。
本作穿越「嵐之結界」後到達了艾斯塔里亞，為了解決此地的異態展開了冒險旅程。
- 多奇（Dogi）

亞特魯最好的朋友，菲爾佳娜出身。
身形高壯，留藍色的短髮。雖然外表粗曠，但為人善良，有著時常替人著想的一面。
曾是盜賊組織「古邦的羅賓漢」的一員。擁有巨大的怪力，人稱「破牆多奇」
- 菲娜（Feena）

故事一開始便失去記憶的藍髮少女。
之後在蕾雅的銀口琴幫助下，喚醒了記憶。
實際上是伊蘇雙子女神之一，蕾雅的妹妹，800歲的有翼人女神。
- 蕾雅（Reah）

吹奏著銀色口琴的女性吟遊詩人。
實際上是伊蘇雙子女神之一，菲娜的姊姊，800歲的有翼人女神。
- 莎拉·托霸（Sarah Tovah）

一位女預言師，持有水晶、「托霸之書」。
她是曾經統治伊蘇的六神官之一，托霸一族的後裔。
為《伊蘇·始源》中留在地上之優妮卡·托霸的後代。
- 古邦·托霸（Goban Tovah）

莎拉的堂哥，強盜頭子，但卻是一個好人。
他的房子就在「達姆之塔」腳下。他幫助亞特魯打開了達姆之塔的門。
為《伊蘇·始源》中留在地上之優妮卡·托霸的後代。
- 潔瓦·托霸（Jeuah Tovah）

莎拉的姑媽，古邦的媽媽，持有神殿之鑰。
幫助亞特魯解讀六神官之書。為始源中留在地上之優妮卡後代。
- 斯拉夫（Slaghf）

自警團團長。
在海邊解救了昏迷的亞特魯，並贈與亞特魯東方的「彎刀」。
- 馬休

醫院病患，家中有銀之盾，但是被偷走!
- 盧達·潔瑪（Luther Gemma）

夢遊男子。
他是潔瑪一族的後裔，為《伊蘇·始源》中留在地面的眼鏡少年利克·傑瑪的後代，家族持有《潔瑪之書》，但是書的下落不明。
- 拉瓦

亞特魯在達姆之塔中遇到的賢者。
他的名字大部分時候拼寫作Raba，而在TurboGrafx CD版本中拼寫做Rasha。
- 達爾克·法克特（Dark Fukt）

伊蘇I中的最終頭目。
是一個力量強大的魔道師，《伊蘇·始源》中雨果·法克特之後代，持有最後一本《法克特之書》。
儘管他有一顆善良的心，但他被達姆所利用，植入魔之根源成為了惡魔的奴隸。

## 开发
《伊苏 失落的伊苏古国 序章》由日本Falcom开发，桥本昌哉监督、设计系统并编程，宫崎友好撰写剧本。游戏于1987年6月21日在日本PC-8801个人电脑推出。
开发者设计時希望战斗系统容易理解。

### 版本
伊苏自初版PC-8801版发行以来，以不同名称多次移植到电脑与游戏机平台，并常和后传《伊苏II》合辑发行。
- PC-8801mkIISR － 1987年6月21日发行，为游戏第一个版本。游戏采用两枚碟片，使用3信道调频（FM）音源与3信道可编程声音发生器（PSG）音源(山葉YM2203)。
- 夏普X1 － 1987年7月25日推出，为首个移植版。游戏仅采用FM音源，因此原版部分仅采用PSG音源的歌曲被改变了。
- PC-9801 － 1987年8月28日推出，修改了少量音乐。
- FM-7 、FM-77、FM-77AV － 1987年10月6日推出，因机能限制，在保存时音乐会暂停，对话信息显示时背景音乐会重新播放。FM-77AV版本还重新描绘了结尾图像，和法克特的最终战背景乐《Final Battle》使用了完成版。
- MSX2 －1987年12月10日由索尼发售。游戏采用较低的256×212解像度，但发色数为较高的16色（原版640×200，8色）。
- 红白机 － Victor开发，1988年8月26日发行。
- 世嘉Mark III － 世嘉制作，1988年10月15日在日本发行，同年在西方发行。游戏移植原版，但部分迷宫地图有变化。
- PC Engine － 1989年12月21日推出。因采用CD-ROM媒介，音画质量大幅提升。
- 夏普X68000 － 电波新闻社制作，1991年7月19日推出。采用更写实的图形，部分游戏地图降低了难度，游戏对话完全重写，为游戏机性能重编曲目并加入新曲。
- 世嘉土星 － 1997年11月6日由Victor推出。1998年9月24日发行廉价版再版。
- Windows － 1998年4月24日以“永远的伊苏”（Ys Eternal）名义发行。加入了简单模式。2001年5月23日发行《永远的伊苏VE》加入了“非常简单”（Very easy）模式。游戏加入了一些内容，和《永远的伊苏II》收录于2001年6月28日的《伊苏I·II完全版》，特典还有游戏的OVA。
- PlayStation 2 － 2003年8月7日由DigiCube发行。为《完全版》的移植版，加入了主要角色配音，重编战斗系统。
- 任天堂DS － InterChannel-Holon开发，2008年3月20日以《伊苏DS》名义发行。游戏改用挥剑攻击方式，加入了新地图。
- PlayStation Portable － 2009年7月16日和续作以《伊苏I&II编年史》名义推出。《完全版》的移植版，采用新角色图形，更新的背景音乐。2011年7月14日发行廉价版。
- Android、iOS － 法国公司DotEmu开发，2015年4月15日推出。

## 评价
游戏PC-8801版获得媒体称赞。游戏在1988年获得角川书店“'87年软件大奖”首位。《Game Lab》在2006年回顾称，游戏是一款打破当时RPG极高难度之惯例，同时重视剧情的大热作品。《PC乐园》称游戏与续作《伊苏II》可以说是“日本PC RPG的最高杰作之一”，并称游戏性、剧本、画面和音乐都是当时的最高水准。